# Chiesa di San Pietro Apostolo (Amalfi)
La chiesa di San Pietro Apostolo è la chiesa parrocchiale di Tovere, frazione di Amalfi.

## Storia
Fu eretta nel XIII secolo.

## Descrizione
Di stile arabo-bizantino, l'esterno è caratterizzato dall'alto campanile. Conserva all'interno, a tre navate un trittico sull'altare raffigurante la Madonna con Bambino tra i santi Pietro e Andrea e lo Spirito Santo, crocifissi lignei e un presepe in legno, un affresco trecentesco raffigurante S. Pietro sul trono con le insegne papali tra santi. Si conservano anche, nella navata destra, tre statue raffiguranti San Pietro, Sant'Anna e l'Immacolata. Inoltre si conservano le lapidi sepolcrali di Leonardo de Fusco, morto nel 1453 e di Vincenzo Vetticano, morto nel 1537.